# Vũ Xuân Viên
Vũ Xuân Viên (sinh năm 1964) là một tướng lĩnh của lực lượng Công an nhân dân Việt Nam với quân hàm Thiếu tướng. Hiện ông đang là Ủy viên Ban Thường vụ Thành ủy, Bí thư Đảng ủy Công an Thành phố, Ủy viên Ủy ban Nhân dân Thành phố, Giám đốc Công an thành phố Đà Nẵng. Ông từng là Cục trưởng Cục Tham mưu, Tổng cục Cảnh sát, Bộ Công an (Việt Nam).

## Tiểu sử
Vũ Xuân Viên sinh năm 1964. Ông nguyên quán tại xã Tịnh Hòa, huyện Sơn Tịnh, tỉnh Quảng Ngãi. Ông từng giữ chức Cục trưởng Cục Tham mưu, Tổng cục Cảnh sát. Ngày 31 tháng 8 năm 2018, ông được bổ nhiệm giữ chức Giám đốc Công an thành phố Đà Nẵng thay Đại tá Lê Văn Tam. Ngày 30 tháng 10 cùng năm, Ban Bí thư Trung ương Đảng đã có Quyết định 915 chỉ định Thiếu tướng Vũ Xuân Viên - Giám đốc Công an thành phố Đà Nẵng tham gia Ban Chấp hành Đảng bộ, Ban Thường vụ Thành ủy Đà Nẵng nhiệm kỳ 2015-2020. Ngày 23 tháng 11, Ban Thường vụ Thành ủy Đà Nẵng có Quyết định số 11564-QĐ/TU chỉ định Thiếu tướng Vũ Xuân Viên - Ủy viên Ban Thường vụ Thành ủy, Giám đốc Công an thành phố Đà Nẵng vào Ban Chấp hành Đảng bộ, Ban Thường vụ Đảng ủy và giữ chức vụ Bí thư Đảng ủy Công an Thành phố nhiệm kỳ 2015-2020.

## Lịch sử phong quân hàm
| Năm thụ phong | -      | 2017        |
| ------------- | ------ | ----------- |
| Quân hàm      |        |             |
| Cấp bậc       | Đại tá | Thiếu tướng |